# Takeo Kimura (décorateur)
Pour les articles homonymes, voir Takeo Kimura et Kimura.
Takeo Kimura (木村威夫, Kimura Takeo), né le 1er avril 1918 et mort le 21 mars 2010, est un chef décorateur, réalisateur et scénariste japonais.

## Biographie
Takeo Kimura a travaillé sur les décors de plus de 230 films entre 1942 et 2008,.
La Maison de la culture du Japon à Paris consacre une rétrospective de seize films en hommage à Takeo Kimura du 6 janvier 2011 au 20 janvier 2011.

## Filmographie partielle

### Comme chef décorateur
- 1953 : L'Oie sauvage (雁, Gan?) de Shirō Toyoda
- 1954 : Une femme (或る女, Aru onna?) de Shirō Toyoda
- 1954 : Kuroi ushio (黒い潮?) de Sō Yamamura
- 1955 : La lune s'est levée (月は昇りぬ, Tsuki wa noborinu?) de Kinuyo Tanaka
- 1955 : Journal d'un policier (警察日記, Keisatsu nikki?) de Seiji Hisamatsu
- 1955 : L'Enfant favori de la bonne (女中ッ子, Jochūkko?) de Tomotaka Tasaka
- 1955 : Chacun dans sa coquille (自分の穴の中で, Jibun no ana no nakade?) de Tomu Uchida
- 1958 : Une ruelle sous le soleil (陽のあたる坂道, Hi no ataru sakamichi?) de Tomotaka Tasaka
- 1963 : Akutarō, l'impénitent (悪太郎, Akutarō?) de Seijun Suzuki
- 1963 : Le Vagabond de Kanto (関東無宿, Kantō mushuku?) de Seijun Suzuki
- 1964 : Les Fleurs et les Vagues (花と怒濤, Hana to dotō?) de Seijun Suzuki
- 1965 : Histoire d'une prostituée (春婦伝, Shunpu den?) de Seijun Suzuki
- 1965 : La Vie d'un tatoué (刺青一代, Irezumi ichidai?) de Seijun Suzuki
- 1966 : Élégie de la violence (けんかえれじい, Kenka erejii?) de Seijun Suzuki
- 1967 : La Marque du tueur (殺しの烙印, Koroshi no rakuin?) de Seijun Suzuki
- 1968 : Le Vaurien (無頼より 大幹部, Burai yori daikanbu?) de Toshio Masuda
- 1968 : Daikanbu: Burai (大幹部 無頼?) de Keiichi Ozawa
- 1969 : Les Loups sauvages (野獣を消せ?) de Yasuharu Hasebe
- 1974 : Sandakan N° 8 (サンダカン八番娼館 望郷, Sandakan hachibanshōkan: Bōkyō?) de Kei Kumai
- 1976 : Le Cap du nord (北の岬, Kita no misaki?) de Kei Kumai
- 1976 : Le Meurtrier de la jeunesse (青春の殺人者, Seishun no satsujinsha?) de Kazuhiko Hasegawa
- 1978 : Mademoiselle Ogin (お吟さま, Ogin-sama?) de Kei Kumai
- 1980 : Un océan à traverser (天平の甍, Tenpyō no iraka?) de Kei Kumai
- 1980 : Mélodie tzigane (ツィゴイネルワイゼン, Tsigoineruwaizen?) de Seijun Suzuki
- 1980 : Haru kanaru sōro (遙かなる走路?) de Jun'ya Satō
- 1980 : The Woman (ザ・ウーマン, Za. wuman?) de Yōichi Takabayashi
- 1981 : L'Affaire Shimoyama (日本の熱い日々 謀殺・下山事件, Nihon no atsui hibi bōsatsu: Shimoyama jiken?) de Kei Kumai
- 1982 : The Go Masters (未完の対局, Mikan no taikyoku?) de Jun'ya Satō
- 1982 : Yukko no okurimono: Kosumosu no yō ni (ユッコの贈りもの コスモスのように?) de Tengo Yamada (ja)
- 1985 : Capone Cries a Lot (カポネ大いに泣く, Kapone ōi ni naku?) de Seijun Suzuki
- 1986 : Yumemiru yō ni nemuritai (夢みるように眠りたい?) de Kaizō Hayashi (ja)
- 1986 : La Mer et le Poison (海と毒薬, Umi to dokuyaku?) de Kei Kumai
- 1986 : Conjugalité (en) (ウホッホ探検隊, Uhohho tankentai?) de Kichitarō Negishi
- 1988 : Teito monogatari (帝都物語?) d'Akio Jissōji
- 1989 : La Mort d'un maître de thé (千利休 本覺坊遺文, Sen no Rikyū: Honkakubō ibun?) de Kei Kumai
- 1990 : Hong Kong Paradise (香港パラダイス, Honkon paradaisu?) de Shūsuke Kaneko
- 1990 : Shōnen jidai (少年時代, Shōnen jidai?) de Masahiro Shinoda
- 1990 : Les Passions du mont Aso (式部物語, Shikibu monogatari?) de Kei Kumai
- 1992 : La Mousse lumineuse (ひかりごけ, Hikarigoke?) de Kei Kumai
- 1993 : Yume no onna (夢の女?) de Bandō Tamasaburō V
- 1995 : Le Fleuve profond (深い河, Fukai kawa?) de Kei Kumai
- 2002 : La mer regarde (海は見ていた, Umi wa miteita?) de Kei Kumai
- 2003 : Jōhatsu tabinikki (蒸発旅日記?) de Isao Yamada (ja)
- 2005 : Princess Raccoon (オペレッタ狸御殿, Operetta Tanuki Goten?) de Seijun Suzuki

### Comme scénariste
- 1964 : Les Fleurs et les Vagues (花と怒濤, Hana to dotō?) de Seijun Suzuki
- 1985 : Capone Cries a Lot (カポネ大いに泣く, Kapone ōi ni naku?) de Seijun Suzuki
- 2001 : Pistol Opera (ピストルオペラ, Pisutoru opera?) de Seijun Suzuki

### Comme réalisateur
- 2007 : Matouqin Nocturne (en) (馬頭琴夜想曲, Batōkin yasōkyoku?)
- 2008 : Rêve éveillé (夢のまにまに, Yume no mani mani?)[1]
- 2009 : Ōgonka: Hisureba hana, shisureba chō (黄金花 秘すれば花、死すれば蝶?)

## Distinctions
Sauf indication contraire, les informations mentionnées dans cette section peuvent être confirmées par la base de données cinématographiques IMDb,  présente dans la section « Liens externes ».

### Récompenses
- Japan Academy Prize :
  - Prix des meilleurs décors en 1981 pour Un océan à traverser, Mélodie tzigane, Haru kanaru sōro et The Woman[3]
  - Prix des meilleurs décors en 1991 pour Les Passions du mont Aso, Shōnen jidai et Hong Kong Paradise[4]
  - Prix spécial en 2011[5]
- Prix du film Mainichi :
  - Prix des meilleurs décors en 1955 pour Une femme et Kuroi ushio[6]
  - Prix des meilleurs décors en 1982 pour L'Affaire Shimoyama[7]
  - Prix des meilleurs décors en 1987 pour La Mer et le Poison, Conjugalité (en) et Yumemiru yō ni nemuritai[8]
- Festival du film de Yokohama :
  - Prix des meilleurs décors en 2003 pour Jōhatsu tabinikki
- Festival des films du monde de Montréal :
  - Prix de la meilleure contribution artistique en 1990 pour Les Passions du mont Aso[9]

### Nominations et sélections
- Japan Academy Prize :
  - Prix des meilleurs décors en 1979 pour Mademoiselle Ogin[10]
  - Prix des meilleurs décors en 1982 pour L'Affaire Shimoyama[11]
  - Prix des meilleurs décors en 1983 pour The Go Masters et Yukko no okurimono: Kosumosu no yō ni[12]
  - Prix des meilleurs décors en 1989 pour Teito monogatari (conjointement avec Noriyoshi Ikeya (ja))[13]
  - Prix des meilleurs décors en 1990 pour La Mort d'un maître de thé[14]
  - Prix des meilleurs décors en 1994 pour Yume no onna[15]
- Festival des films du monde de Montréal :
  - Rêve éveillé est sélectionné en compétition pour le Zénith d'or du meilleur premier film de fiction en 2008